# باربارا فلدون

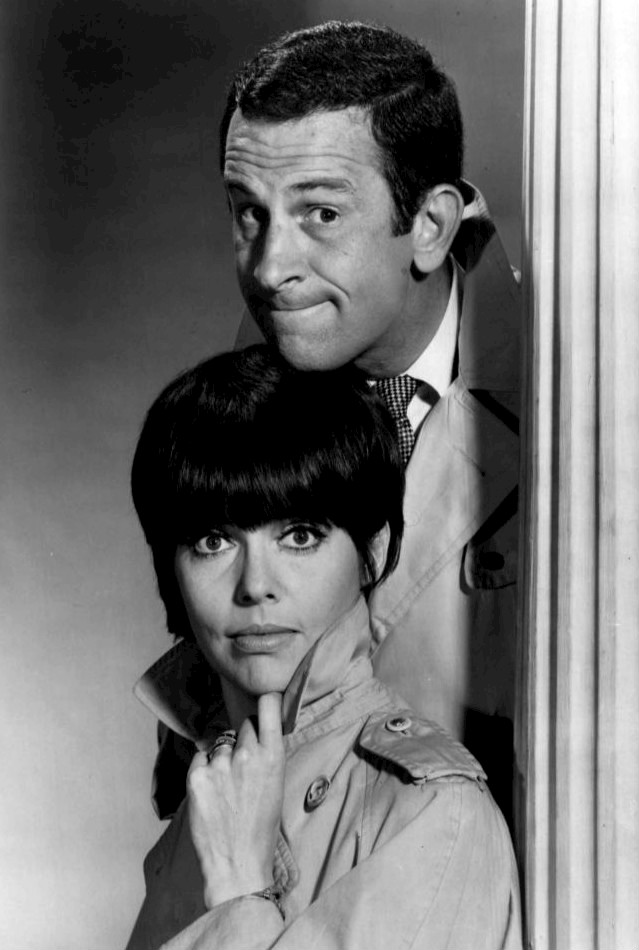

باربارا فلدون (انگلیسی: Barbara Feldon؛ زادهٔ ۱۲ مارس ۱۹۳۳) یک هنرپیشه، مانکن، نویسنده و مجری تلویزیونی اهل ایالات متحده آمریکا است. وی از سال ۱۹۵۷ میلادی تاکنون مشغول فعالیت بوده‌است.

## گزیده فیلمشناسی
از فیلم‌ها یا برنامه‌های تلویزیونی که وی در آن نقش داشته‌است می‌توان به آثار زیر اشاره کرد.
- لبخند (۱۹۷۵)